# Sartilly-Baie-Bocage
Sartilly-Baie-Bocage – gmina we Francji, w regionie Normandia, w departamencie Manche. W 2013 roku liczba ludności wynosiła 2743 mieszkańców.
Gmina została utworzona 1 stycznia 2016 roku z połączenia pięciu ówczesnych gmin: Angey, Champcey, Montviron, La Rochelle-Normande oraz Sartilly. Siedzibą gminy została miejscowość Sartilly.